# 劉登庸
劉登庸（1531年—？），字行可，河南河南府洛陽縣人，軍籍，明朝政治人物，隆慶戊辰進士，官至山西平陽府推官。

## 生平
嘉靖三十七年（1558年）戊午科河南府鄉試第三十四名。隆慶二年（1568年），登戊辰科第三甲第二十三名進士。六年任山西平陽府推官。調保定府推官。

## 家族
曾祖父劉泰；祖父劉貫，冠帶生員；父劉濟民，知縣 贈尚寶司卿。母孫氏（封太宜人）。慈侍下。弟劉奮庸（尚宝司卿）、劉徵庸、劉任庸、劉時庸。